# Apanteles appellator
Apanteles appellator är en stekelart som beskrevs av Telenga 1949. Apanteles appellator ingår i släktet Apanteles och familjen bracksteklar. Inga underarter finns listade i Catalogue of Life.